# Richard Jones (kierowca)
Richard Jones (ur. 3 lutego 1949) – brytyjski kierowca wyścigowy.

## Kariera
Jones rozpoczął karierę w międzynarodowych wyścigach samochodowych w 1977 roku od startów w Brytyjskiej Formule 3 BARC, gdzie jednak nie zdobywał punktów. W tym samym roku był trzynasty w wyścigu Donington Trophy. Z dorobkiem czternastu punktów uplasował się tam na 114 pozycji w klasyfikacji generalnej. W późniejszych latach Brytyjczyk pojawiał się także w stawce Shellsport F1 Series, Aurora F1 Series, World Challenge for Endurance Drivers, World Championship for Drivers and Makes, FIA World Endurance Championship, 24-godzinnego wyścigu Le Mans, European Endurance Championship, World Sports-Prototype Championship, British Touring Car Championship, IMSA Camel Lights, Brytyjskiej Formuły 3000, Sportscar World Championship, Global GT Championship, International Sports Racing Series, Sports Racing World Cup, FIA Sportscar Championship, Le Mans Endurance Series oraz British GT Championship.